# Дайна Гудзіневічюте
Дайна Гудзіневічюте (лит. ΆDaina Gudzinevičiūtė) — литовська спортсменка (кульова стрільба), золота призерка Олімпійських ігор 2000 року.